# Salambati
Salambati is een plaats in de gemeente Svetvinčenat in de Kroatische provincie Istrië. De plaats telt 25 inwoners (2001).